# Tibouchina apparicioi
Tibouchina apparicioi är en tvåhjärtbladig växtart som beskrevs av Alexander Curt Brade. Tibouchina apparicioi ingår i släktet Tibouchina och familjen Melastomataceae. Inga underarter finns listade i Catalogue of Life.